# Stratopausa

Strati dell'atmosfera

La stratopausa è il livello dell'atmosfera che si trova tra la stratosfera e la mesosfera.
Nella stratosfera la temperatura cresce con l'altitudine e la stratopausa è la sezione con la temperatura più alta (prossima agli 0 °C); tale fenomeno è dovuto alla decomposizione dell'ozono presente per mezzo dei raggi ultravioletti; tale decomposizione genera calore.
Sulla terra la stratopausa si trova ad un'altitudine compresa tra 50 e 55 km. La pressione atmosferica si aggira intorno ad una millesima parte di quella presente sul livello del mare e si trova all'interno dello strato di ozono il quale assorbe quasi interamente i raggi  ultravioletti solari della lunghezza d'onda inferiore ai 300 nm, letali per ogni forma di vita.